# Staré Město nad Metují
Staré Město nad Metují (vormals Starý Náchod, später Staré Město; deutsch vormals Alt-Nachod, später Altstadt) ist ein Ortsteil der Stadt Náchod in Tschechien. 

## Geographie
Staré Město nad Metují liegt südwestlich von Náchod am rechten Ufer der Metuje (Mettau). Durch den Ort verläuft die Europastraße 67. Nachbarorte sind Kramolna im Norden, Lipí (Lip) und Bražec im Südosten, Václavice im Süden und Vysokov im Westen. Im Norden erhebt sich die 445,5 m hohe Homolka, im Süden der 418,8 m hohe Pozděnův kopec, im Südwesten die 450,8 m hohe Branka und im Nordwesten der 439,6 m hohe Ovčák.

## Geschichte
Die Siedlung Staré Město entstand unterhalb des Branka-Passes, der als „zemská brána“ (Landestor) bezeichnet wird. Über ihn verläuft ein uralter Landespfad, der von Prag über Náchod und den Hummelpass durch den Glatzer Kessel zur böhmischen Grenzburg Glatz (Kladsko) und weiter nach Schlesien führte. Obwohl das Jahr der Gründung nicht bekannt ist, wurde das Marktdorf sicher deutlich früher als die Stadt Náchod angelegt, die für das Jahr 1254 belegt ist. Beide Orte liegen im Tal der Metuje. Erstmals erwähnt wurde Staré Město in einer beglaubigten Urkundenabschrift aus dem Jahre 1392. Bereits damals wurde es als „Starý Náchod“ bezeichnet. Die Ortsbezeichnung „Staré Město“ kam um die Mitte des 16. Jahrhunderts in Gebrauch. 
Die ursprüngliche Bedeutung von Staré Město ergibt sich aus dem Bau der Kirche des hl. Johannes des Täufers, die auf einer Terrasse oberhalb des Landespfades errichtet wurde. Sie entstand spätestens in der ersten Hälfte des 13. Jahrhunderts und war bis in die zweite Hälfte des 14. Jahrhunderts zugleich Pfarrkirche auch für das zwei Kilometer nordöstlich neu angelegte Náchod. Nach Errichtung der Náchoder St.-Laurentius-Kirche wurde die Altstädter Pfarre dorthin verlegt. Anschließend diente die Altstädter Kirche als Friedhofskirche für die Stadt Náchod und die dorthin eingepfarrten Ortschaften. Vermutlich deshalb ist sie in den Konfirmationsbüchern des Bistums Prag für das Jahr 1355 nicht aufgeführt. Nach einem Brand 1441 wurde sie bis 1501 wieder instand gesetzt.
Staré Město gehörte zur Herrschaft Náchod und war der Stadt Náchod untertan (šosovní ves). 1579 erwarb der Herrschaftsbeamte Hanuš Buchlovecký von Křížkovice einen Wald sowie zwei Gehöfte mit Ackerland in Staré Město und errichtete darauf mit obrigkeitlicher Zustimmung einen Freihof (svobodný dvůr), der auch als Rittergut bezeichnet wurde. Nach dessen Tod 1606 erbte den Freihof seine zweite Frau Kateřina, geb. Holcarová von Holitz (z Holic), die sich 1612 mit dem herrschaftlichen Beamten (štolmistr) Albrecht (Vojtěch) Lesonický von Lesonitz bzw. Kapřík von Lesonitz (z Lesonic) vermählte. Ihm folgte 1646 oder später sein Schwiegersohn Albrecht von Bubna. Später gelangte der Freihof an die Litický von Šonov, die ihr Prädikat von dem unweit gelegenen Šonov ableiteten. 1707 veräußerte die Stadt Náchod den Freihof und verkaufte den parzellierten Grund noch im selben Jahr.
In der zweiten Hälfte des 18. Jahrhunderts ließ die Stadt Náchod in Staré Město eine Walkmühle für einen Weißgerber errichten. Für das Jahr 1790 sind 30 Häuser, davon drei mit gemauerten Schornsteinen, belegt. Im Jahre 1836 wurden 354 Einwohner gezählt. Außerdem bestanden damals eine Leinwandbleiche mit Mangel, ein Kretscham, zwei Mühlen und eine Brettsäge. Nach der Ablösung der Patrimonialherrschaften wurde Staré Město eine selbstständige Gemeinde, die ab 1850 zum Bezirk Neustadt an der Mettau gehörte. 1897 wurde in Staré Město eine Poststelle errichtet, 1899 wurde es dem neu gebildeten Bezirk Náchod eingegliedert. Als Stiftung der Brüder Bartoň wurde 1922 ein neues Schulgebäude errichtet. Die Eingemeindung in die Stadt Náchod erfolgte 1925. 1932 erhielt Staré Město eine Haltestelle an der Bahnstrecke Choceň–Meziměstí.
Zu einem bedeutenden wirtschaftlichen Aufschwung kam es, nachdem der Textilindustrielle Josef Bartoň am rechten Ufer der Mettau im Katastergebiet von Staré Město und Bražec mehrere Grundstücke erwarb. Dort nahm er 1885 eine moderne Weberei mit 26 mechanischen Webstühlen, einer Stofffärberei und -druckerei sowie -trocknerei in Betrieb. Nach weiteren Fabrikanbauten stieg die Anzahl der Webstühle 1888 auf 56, 1890 auf 86. 1890 nahm Josef Bartoň seinen gleichnamigen Sohn Josef und 1894 den Sohn Cyril als Teilhaber in seine Firma auf. Sie erweiterten die Fabrik durch Zukauf von weiteren Grundstücken und stellten den Betrieb der Webstühle auf Elektrizität um. Durch den erfolgreichen Außenhandel wurden im Jahre 1904 600 Webstühle betrieben, wodurch die Anzahl der Beschäftigten auf 800 anstieg. Das Unternehmen firmierte mit großem wirtschaftlichen Erfolg unter der Bezeichnung „Staroměstká mechanická tkalcovna, barvírna a tiskárna Josef Bartoň a synové“. Um 1910 gehörte es zu den modernsten Textilunternehmen in Europa. Durch den wirtschaftlichen Erfolg stieg die Einwohnerzahl von Staré Město in der Zeit von 1890 bis 1910 um das Sechsfache auf 1651 Einwohner an. Nach der Machtübernahme durch die Kommunisten wurde die Familie Bartoň 1948 enteignet und das Unternehmen verstaatlicht. Es wurde dem Großunternehmen „Tepna“ eingegliedert und Mitte der 1970er Jahre modernisiert. Nach der Samtenen Revolution wurde es 1992 der Familie Bartoň restituiert.

## Ortsgliederung
Der Ortsteil Staré Město nad Metují besteht aus den Grundsiedlungseinheiten Hamra-jih, Pod Rozkoší, Sídliště U Nemocnice, Skalka, Staré Město nad Metují und U Metuje-jih.

## Sehenswürdigkeiten
- Die Kirche des hl. Johannes des Täufers (Kostel svatého Jana Křtitele) steht unter Denkmalschutz. Sie stammt vermutlich aus der ersten Hälfte des 13. Jahrhunderts. und dient seit der Mitte des 14. Jahrhunderts als Friedhofskirche.